# Säkylä
Säkylä è un comune finlandese di 6419 abitanti, situato nella regione del Satakunta.